# Byblitea
Byblitea es un género de escarabajos de la familia Chrysomelidae. En 1864 Baly describió el género. Contiene las siguientes especies:
- Byblitea cyaneomaculata (Bowditch, 1925)
- Byblitea deyrollei Baly, 1864
- Byblitea donckieri (Bowditch, 1925)
- Byblitea foveicollis (Bowditch, 1925)
- Byblitea rustica (Weise, 1924)
- Byblitea suffusa (Baly, 1886)